# Israel Merino
Israel Martín Caro Merino (Toledo, Castilla-La Mancha, 8 de diciembre de 2000), más conocido como Israel Merino, es un escritor y periodista español, autor de crónicas literarias, reportajes, columnas de opinión y novelas. Es considerado por la revista Esquire uno de los 10 escritores centeniales más influyentes de España.

## Biografía y carrera profesional
Pasó su infancia en Fuensalida. Desde muy pequeño, se aficionó a la lectura y la escritura, lo que le llevó a conseguir su primer contrato editorial a los 16 años con Tau Editores, editorial en la que publicó su poemario Movimiento Visceral. A los 17 años, se mudó a Madrid, ciudad en la que actualmente vive, a estudiar un doble grado de Filología Hispánica y Periodismo en la Universidad Rey Juan Carlos.
En 2019, fundó la editorial independiente Ediciones de Humo, en la cual trabajaría durante un año y medio como editor independiente.
Tras el inicio de la pandemia, empezó a publicar crónicas al estilo gonzo en la revista Vice, las cuales empezaron a destacar por su calidad literaria y su estilo. De allí, pasó a colaborar con otros medios digitales como CTXT, El Confidencial, La Marea, El Español o Público; periódicos en los que actualmente ejerce como periodista publicando crónicas políticas, reportajes literarios o columnas de opinión. 
En 2021, publicó bajo el sello editorial Ediciones de Humo su primera novela, Subura. Ya a finales de 2022, saldría con Akal Ediciones Más allá de la noche, su primera crónica literaria, un libro en el que Merino hace un recorrido por el lado más precario de los trabajadores acompañando a una prostituta, un narcotraficante, una camarera, un relaciones públicas y un rider durante varias jornadas laborales. El libro fue muy bien acogido por la crítica y considerado un ejemplo de "agilidad de periodista de raza, pulso literario y mirada pasoliniana".